# Liste der Baudenkmäler in Grefrath
Die Liste der Baudenkmäler in Grefrath enthält die denkmalgeschützten Bauwerke auf dem Gebiet der Gemeinde Grefrath im Kreis Viersen in Nordrhein-Westfalen (Stand: September 2011). Diese Baudenkmäler sind in der Denkmalliste der Gemeinde Grefrath eingetragen; Grundlage für die Aufnahme ist das Denkmalschutzgesetz Nordrhein-Westfalen (DSchG NRW).

| Bild                                     | Bezeichnung                              | Lage                                               | Beschreibung | Bauzeit               | Eingetragen seit  | Denkmal- nummer |
| ---------------------------------------- | ---------------------------------------- | -------------------------------------------------- | --- | --------------------- | ----------------- | --------------- |
| Wohnhaus (Vikarie)                       | Wohnhaus (Vikarie)                       | Oedt Am Wemken 8 Karte                             | 1-geschossiger Backsteinhof, Wohnhaus 1-geschossig mit Krüppelwalm und Ankersplinten. Tür verändert. | Ende 18. Jh.          | 5. November 1984  | Oe 15           |
| weitere Bilder                           | Burganlage „wasserumwehrte Dorenburg“    | Grefrath An der Dorenburg 28 Karte                 | Bei der wasserumwehrten Dorenburg handelt es sich nach J. Deilmann um einen ehemaligen Rittersitz, der im Jahre 1326 erstmals erwähnt wird, als Johann von Pleis damit belehnt war. Die ehemals dreiflügelige Anlage aus der Zeit um 1630, deren Geschichte sich bis ins 14. Jahrhundert zurückverfolgen lässt, besteht heute nur noch aus einem Winkelbau, 2-geschossig in 8 : 4 Achsen, einer Hofmauer mit Toreinfahrt (Jahreszahl in Torkeilstein 1705). Die gesamte Anlage ist mit einem Satteldach ausgestattet und verputzt. Auf dem westlichen Schweifgiebel deuten die Ankersplinte die Jahreszahl 1630 an. Zustand: gut. Nutzung: Museum mit Freigelände (Niederrheinisches Freilichtmuseum). | 1326, 1634            | 1. Oktober 1991   | Gr 10           |
| Oedter Bahnhof                           | Oedter Bahnhof                           | Oedt An der Kleinbahn 7 Karte                      | Der Bahnhof Oedt, An der Kleinbahn 8, Gemarkung Oedt, Flur 17, Flurstücke 891, 892, wird zur Sicherung und Erhaltung aus wissenschaftlichen, architekturgeschichtlichen sowie orts- und sozialgeschichtlichen Gründen gemäß § 3 Abs. 2 DSchG NRW unter Schutz gestellt und als Baudenkmal Nr. 653-01/Oe 23 „Bahnhof Oedt“ in die Denkmalliste der Gemeinde Grefrath eingetragen. Die wesentlichen charakteristischen Merkmale des Denkmals stellen sich wie folgt dar: Das aus den Jahren 1869/72 stammende ein- bis zweigeschossige Bahnhofsgebäude an der Ehemaligen Bahnstrecke Kempen–Süchteln besteht aus zwei giebelständigen Trakten, Zwischen die etwas zurückliegend ein schmaler traufständiger Trakt eingespannt ist. Rundbogige Fenster und Türen, überwiegend zu Dreiergruppen zusammengezogen, öffnen die Wand. Aus dem frühen 20. Jahrhundert stammt der eingeschossige östliche Anbau mit Rampe. An dem traufständigen Gebäude finden sich breitere, segmentbogige Fenster, kleinsprossig unterteilt. Relativ flach geneigte Satteldächer überfangen die jeweiligen Gebäudeteile. | 1869/72               | 14. November 2005 | Oe 23           |
| Hofanlage                                | Hofanlage                                | Grefrath An der Paas 4 Karte                       | Geschlossene, 4-flügelige Backstein-Hofanlage, Wohnhaus 2-geschossig in 3 Achsen, Krüppelwalmdach Nutzung: landwirtschaftliches Anwesen Zustand: mittel. | um 1880               | 13. Juli 1987     | Gr 5            |
| Gutshofanlage „Dückerhaus“               | Gutshofanlage „Dückerhaus“               | Oedt Auffeld 24 Karte                              | Ehem. wasserumwehrte Gutshofanlage „Dückerhaus“ mit 2-geschossigem Herrenhaus, Backstein geschlämmt mit Sandsteingewänden, 2 gegenüberliegenden Ecktürmen auf quadratischem Grundriss mit Haubendächern, das Haupthaus mit Krüppelwalmdach, Hofgebäude E. 19. Jh. | Ende des 19. Jh.      | 9. November 1984  | Oe 21           |
| Aussiedlerhof                            | Aussiedlerhof                            | Oedt Auffeld 25 Karte                              | Eingeschossig, Backsteinwohnhaus mit anschließenden Stallgebäuden. Nutzung: landwirtschaftliches Anwesen. Zustand: mittel. | 1939                  | 13. Juli 1987     | Oe 22           |
| Aussiedlerhof                            | Aussiedlerhof                            | Oedt Auffeld 26 Karte                              | Eingeschossig, Backsteinwohnhaus mit anschl. Stallgebäuden. Nutzung: landwirtschaftlich. Zustand: mittel | 1939                  | 13. Juli 1987     | Oe 20           |
| Ehem. Fabrikantenvilla Direktorwohnung   | Ehem. Fabrikantenvilla Direktorwohnung   | Grefrath Bahnstraße 90 Karte                       | Wohnhaus 2-geschossig in 3 Achsen, Fassaden ursprünglich in Backstein, die Mittelachse in der Vorderfront mit giebelständigem Eingangsportal, die Rückfront mit fünfseitigem, turmartigem Erker über 2 Geschosse mit Walmdach, die rechte Achse im Eckbereich der Vorderfront des Erdgeschosses mit sechseckigem Erker, ein Balkon mit steilem Mansarddach darüber steiles Mansarddach, verschiefert; die Rückfront im OG mit Balkon, restliche Fassade über dem Erdgeschoss ebenfalls mit steilem Mansarddach, die linke Achse stark verbreitert, Vorder- und Rückfront oberhalb des EG bis auf den Balkon mit steilem Mansarddach, verschiefert, das Hauptdach als Walmdach, die seitlichen Giebel über 2 Geschosse hochgezogen, Außenwände derzeit in weißem Kratzputz. Derzeitige Nutzung: Wohnhaus. Zustand: gut. | 1920                  | 14. Juni 1994     | Gr 26           |
| Wegekreuz                                | Wegekreuz                                | Oedt Grasheider Straße Karte                       | Wegekreuz aus dem Jahre 1788, bestehend aus Sandsteinsockel mit Wappen und Jahreszahl, schmiedeeisernes Kreuz und Korpus. | 1788                  | 6. November 1984  | Oe 3            |
| Wohnhaus- ehem. Wirtschaftsgebäude       | Wohnhaus- ehem. Wirtschaftsgebäude       | Grefrath Heitzerend 1 Karte                        | 1-geschossiger Backsteinhof, Wohnhaus 1-geschossig mit Krüppelwalm und Ankersplinten. Tür verändert. | Ende des 18. Jh.      | 5. November 1984  | Gr 15           |
| Wohnhaus                                 | Wohnhaus                                 | Oedt Hochstraße 2 Karte                            | 2-geschossig in 3 Achsen, Backstein, mit Hausteinfensterrahmung mit Stuckdecken Ergänzungen, alte Holztür, Walmdach, seitlich Ankersplinte mit Datierung. Nutzung: Wohnhaus Zustand: gut. | 1732                  | 13. Juli 1987     | Oe 13           |
| Wohn- und Geschäftshaus                  | Wohn- und Geschäftshaus                  | Oedt Hochstraße 16 Karte                           | Die straßenbegleitende, geschlossene Bauform ohne Vor- und Rücksprünge bzw. Staffelung ist charakteristisch für die Siedlungsform des Straßendorfes Oedt. Aufgrund der siedlungsgeschichtlichen Bedeutung des ehem. Hauses „Streit“, das die interessante Ausformung des Kernbereiches Oedt als Straßendorf mit beidseitiger, geschlossener Bebauung in Traufenstellung deutlich macht, sowie die kleinstädtische architekturform des 18./19. Jahrhunderts, gilt als wichtiger Beleg für die Ortsgeschichte Oedt. Besondere Merkmale: 2-geschossig mit Backsteinfassade, qualitätsvolle Fassadengestaltung eines zurückhaltenden Klassizismuses, senkrechte Achsengliederung durch Mauervorlage, Gesims mit Klötzchenfries, Krüppelwalm. | 18./19. Jh.           | 23. Februar 1984  | Oe 15.1         |
| Wohn- und Geschäftshaus                  | Wohn- und Geschäftshaus                  | Oedt Hochstraße 23 Karte                           | Fachwerkhaus, 2-geschossig, Traufseite erneuert – Massiv-. | 17. Jh.               | 31. März 1983     | Oe 16           |
| Wohnhaus                                 | Wohnhaus                                 | Oedt Hochstraße 28 Karte                           | Um 1880 errichtetes Wohnhaus, gilt als ein unverändertes, repräsentatives Bürgerhaus von anspruchsvoller Architektur des ausgehenden 19. Jh. | 1880                  | 9. November 1984  | Oe 14           |
| Wohn- und Geschäftshaus                  | Wohn- und Geschäftshaus                  | Grefrath Hohe Straße 10 Karte                      | Um 1860/70 entstandenes, 2-geschossiges Wohnhaus zu 5 Achsen mit seitlicher Toreinfahrt, gut durchgestaltete spätklassizistische Quaderputzfassade (landwirtschaftliches Anwesen mit städtischen Architekturformen). | 1860/70               | 5. November 1984  | Gr 21           |
| Wohn- und Geschäftshaus Fachwerkhaus     | Wohn- und Geschäftshaus Fachwerkhaus     | Grefrath Hohe Straße 33 Karte                      | 1791 entstandenes zweigeschossiges Fachwerkhaus mit vorgeblendeter Backsteinfassade (19. Jh.) und gut erhaltener Rokokotüre. | 1791                  | 6. November 1984  | Gr 24           |
| Wohn- und Geschäftshaus Winkelhofanlage  | Wohn- und Geschäftshaus Winkelhofanlage  | Grefrath Hohe Straße 39 / Ecke Rosenstraße Karte   | 2-geschossige Winkelhofanlage in Fachwerkbau, das Giebelhaus mit Krüppelwalmdach in 5 : 11 Achsen, die Fassade um 1910 verblendet; im seitlichen Torbogen befindet sich ein Torkeilstein mit Jahreszahl 1852. | 1852, 1910            | 6. November 1984  | Gr 25           |
| Rokokotüre                               | Rokokotüre                               | Grefrath Hohe Straße 51 Karte                      | Rokokotüre. | unbekannt             | 5. November 1984  | Gr 23           |
| Wohnhaus                                 | Wohnhaus                                 | Grefrath Hohe Straße 53 Karte                      | Erste Hälfte d. 18. Jh. errichtetes 2-geschossiges Backsteingebäude in 5 und 4 Achsen. | 1. Hälfte des 18. Jh. | 5. November 1984  | Gr 22           |
| Hofanlage „Woutershof“                   | Hofanlage „Woutershof“                   | Grefrath Im Ketel 8 Karte                          | 4-flügelige, geschlossene Backstein-Hofanlage mit 2-geschossigem Wohnhaus in 5 Achsen mit Lisenengliederung und Treppengiebeln an den Giebelseiten. | Ende des 19. Jh.      | 5. November 1984  | Gr 4            |
| Wegekapelle St. Vitus                    | Wegekapelle St. Vitus                    | Oedt Johannes - Girmes - Straße Karte              | St. Vitus-Wegekapelle in Backstein, neugotisch mit polygonalem Abschluss, Strebepfeilern und Heiligenfigur. | 19. Jh.               | 7. November 1984  | Oe 5            |
| Ehem. Fabrikantenvilla                   | Ehem. Fabrikantenvilla                   | Oedt Johannes-Girmes-Straße 21 Karte               | Ehem. Fabrikantenvilla, zweigeschossig in 5 Achsen, Mittelachse verbreitert mit 3-seitigem Erker und übergiebeltem Balkon, rechtsangeordneter 3-geschossiger quadratischem Turm mit Helmdach. Die Fassaden verputzt mit Neurenaissance-Schmuckformen, Glasveranda im rückwärtigen Bereich. Im Kellergeschoss ist das Heimatmuseum Oedt zu finden. | Ende des 19. Jh.      | 7. November 1984  | Oe 7            |
| Ehem. Landhaus                           | Ehem. Landhaus                           | Oedt Johannes - Girmes - Straße 23 Karte           | Ehem. Landhaus Johannes Girmes, 2-geschossige Villa in 3 Achsen, Sandstein mit Werksteinfassaden, Mittelachse stark verbreitert und zurückversetzt mit eingezogenen Balkon mit Säulenstellung. Im Obergeschoss, rechte Achse als halbrunder Erker ausgebildet, steiles verschiefertes Mansarddach, seitliche Fassade gestaffelt mit geschwungenem Giebel und darüber hervortretendem Dach. Anbau mit direktem Brückenzugang zur Fabrik. Nutzung: Bürogebäude. Zustand: gut. | 1908, die Brücke 1929 | 13. Juli 1987     | Oe 8            |
| weitere Bilder                           | Fabrikgelände Textilfabrik Girmes & Co.  | Oedt Johannes - Girmes - Straße 29 Karte           | Backsteinfabrik mit Kesselhaus von 1886. Neue Ergänzungsbauten, Wasserturm von 1928, Stahlgerüstbau auf kreisförmigen Grundriss mit Wasserbehältern. Nutzung: Fabrik. Zustand: gut. | 1879, 1886, 1928      | 13. Juli 1987     | Oe 6            |
| Hofanlage „Girmes-Hof“                   | Hofanlage „Girmes-Hof“                   | Oedt Johannes - Girmes - Straße 30 Karte           | Geschlossene, 4-flügelige Backsteinhofanlage, Wohnhaus 2-geschossig in 3 Achsen mit Eckquaderung, gestuftes, rundbogiges Türgewände, Walmdach. Nutzung: landwirtschaftliches Anwesen. Zustand: gut. | Um 1932               | 13. Juli 1987     | Oe 9            |
| Kriegerdenkmal                           | Kriegerdenkmal                           | Oedt Kirchplatz Karte                              | Das Krieger-Ehrenmal in Grefrath, Ortsteil Oedt, Kirchplatz, Gemarkung Oedt, Flur 10, Flurstück 438 wird zur Sicherung und Erhaltung aus künstlerischen und ortsgeschichtlichen Gründen gemäß § 3 Abs. 2 DSchG NRW unter Schutz gestellt und als Baudenkmal Nr. 653-01/Oe 24 „Krieger-Ehrenmal“ in die Denkmalliste der Gemeinde Grefrath eingetragen. Die wesentlichen charakteristischen Merkmale des Denkmals stellen sich wie folgt dar: Das von der Gemeinde Oedt im Jahre 1929 errichtete Krieger-Ehrenmal zur Ehrung der Gefallenen des Ersten Weltkrieges wurde 1967 abgebrochen und im Jahre 2002 wieder errichtet. Das aus Muschelkalk errichtete Denkmal erhebt sich auf einem zweistufigen polygonalen Sockel. Eine ebenfalls polygonale Mittelsäule wird von vier sitzenden Löwenfiguren flankiert, auf denen ehemals ein (nicht wiederhergestellter) Bronzebaldarchin aufsaß. Auf der Säule kniet die jungenhafte Figur des Heiligen Vitus, dem Schutzpatron der Oedter Pfarrkirche. Auf dem Säulenschaft ist auf der Vorderseite die Inschrift „1914-1918 Unseren Gefallenen - Die Gemeinde Oedt“ mit Gemeindewappen leicht erhaben angebracht. Die anderen Seiten enthalten die Namen der Gefallenen. Am Übergang zur Vitusfigur stehen darüber kleine eiserne Kreuze. Am Sockel einer der Löwen ist der Name des Künstlers Eugen Senge-Platten eingeschrieben. | 1929                  | 6. Februar 2006   | Oe 24           |
| Altes Brauhaus                           | Altes Brauhaus                           | Oedt Kirchplatz 1 Karte                            | „Altes Brauhaus“, 2-geschossiges Eckhaus in 7 : 2 Achsen mit Toreinfahrt, Fassade in Backstein mit Haussteinfenstergewänden von um 1900, ursprünglich 2 Häuser, linker Trakt Fachwerk mit vorgeblendeter Backsteinfassade aus der gleichen Zeit. | 18. Jh.               | 9. November 1984  | Oe 10           |
| Kath. Pfarrhaus                          | Kath. Pfarrhaus                          | Oedt Kirchplatz 2 Karte                            | 1657 errichtetes Pfarrhaus, 2-geschossig in 5 : 3 Achsen, ursprünglich in Backstein mit vorgeblendeter Putzfassade um 1900, rechte Seite Backstein geschlämmt mit Ankersplinten, in OG Nische mit Datierung und Sandsteinfigur des hl. St. Vitus. | 1657                  | 9. November 1984  | Oe 12           |
| weitere Bilder                           | Kath. Pfarrkirche St. Vitus              | Oedt Kirchplatz 22 Karte                           | Kath. Pfarrkirche St. Vitus (1901/1903), 3-schiffige neugotische Backstein-Pseudobasilika mit Querschiff, polygonalem Chorschluss und vorgesetztem quadratischem Westturm (1911). Besondere Merkmale: Kreuzrippengewölbe, alte Ausstattung sowie Glasfenster am Chor. Grabsteine des 18. Jh. aus Sand- und Blaustein. | 1901/1903             | 9. November 1984  | Oe 11           |
| Hagelkreuz                               | Hagelkreuz                               | Oedt Kolpingstraße/Schlötgenweg Karte              | Hagelkreuz aus dem Jahre 1846, bestehend aus Sandstein verputzt, Sockel mit Inschrift, Holzkorpus. | 1846                  | 9. November 1984  | Oe 19           |
| Wohn- und Geschäftshaus, ehem. Rathaus   | Wohn- und Geschäftshaus, ehem. Rathaus   | Grefrath Markt 2 Karte                             | 2-geschossig in 5 Achsen, spätklassizistische Putzfassade, 1885 vorgeblendet, Walmdach, Tür- und Seitenfenster verändert. Nutzung: Wohn- und Geschäftshaus Zustand: gut. | 1783, 1885            | 13. Juli 1987     | Gr 18           |
| Wohnhaus                                 | Wohnhaus                                 | Grefrath Markt 4 Karte                             | Zweigeschossiges Wohnhaus in 4 Achsen aus Backstein, Backsteinfassade wurde in den 1920er Jahren verblendet. | 18. Jh.               | 5. November 1984  | Gr 16           |
| Wohn- und Geschäftshaus                  | Wohn- und Geschäftshaus                  | Grefrath Markt 6 Karte                             | 19. Jh. entstandenes 2-geschossiges Backsteinhaus, in 5 Achsen (wahrscheinlich ehem. Pfarrhaus). | 19. Jh.               | 5. November 1984  | Gr 19           |
| weitere Bilder                           | Kath. Pfarrkirche St. Laurentius         | Grefrath Markt 8 Karte                             | Die kath. Pfarrkirche St. Laurentius gilt als eine 3-schiffige, gotische Hallenkirche mit 5/8-Chorschluss, das südliche Seitenschiff als Pseudobasilika, das nördliche Seitenschiff als hallenmäßig ausgebaut. Der eingebaute 4-geschossige W-Turm ist ausgestattet mit einer Lisenen- und Rundbogengliederung und im Inneren mit einem Kreuzrippengewölbe. Das Südschiff wurde durch einen Ergänzungsbau im Jahre 1962 erweitert. | 12./15. Jh., 1962     | 5. November 1984  | Gr 20           |
| Wohn- und Geschäftshaus, ehem. Hofanlage | Wohn- und Geschäftshaus, ehem. Hofanlage | Grefrath Markt 14 Karte                            | 1880 entstandenes 2-geschossiges Wohnhaus mit einer ehemaligen Hofanlage. Gebäude mit Krüppelwalmdach, Straßenfront in 4 Achsen aus Backstein mit später (Ende 19. Jahrh.) vorgeblendeter Putzfassade. | 1880                  | 5. November 1984  | Gr 17           |
| weitere Bilder                           | Kath. Pfarrkirche St. Josef in Vinkrath  | Grefrath-Vinkrath Mörtelsstraße / Dorfstraße Karte | neuromanische Backsteinbasilika mit halbrundem Chorschluss und Dachreiter. | 1902/03               | 5. November 1984  | Gr 7            |
| Wegekapelle                              | Wegekapelle                              | Grefrath-Vinkrath Mörtelsstraße / Rütersend Karte  | 1895 errichtete Wegekapelle, 3-seitig von Backsteinmauer mit Kreuzwegstationen umgeben, innerhalb der offenen Halle ein Hohlkreuz mit Korpus und Datierung. | 1895                  | 5. November 1984  | Gr 9            |
| Wege-(Bild)stock                         | Wege-(Bild)stock                         | Oedt Mühlengasse Karte                             | Wegestock aus dem 18. Jh., bestehend aus Blausteinsockel mit Volutenaufsatz, Nische mit moderner Madonnenfigur aus Holz. | 1880                  | 5. November 1984  | Oe 17           |
| Hofanlage „Schwiershof“                  | Hofanlage „Schwiershof“                  | Grefrath Nette 9 Karte                             | 4-flügelige, geschlossene Backstein-Hofanlage, Wohnhaus 2-geschossig in 8 : 3 Achsen, Werksteingewände, Ankersplinte, Krüppelwalmdach. Nutzung: landwirtschaftliches Anwesen. Zustand: mittel. | 1. Hälfte des 19. Jh. | 16. April 1984    | Gr 3            |
| Wegekreuz                                | Wegekreuz                                | Grefrath Nette 9 Karte                             | Sandstein, Sockel mit Inschrift, Korpus fehlt. Zustand: mittel. | Ende des 19. Jh.      | 16. April 1984    | Gr 2            |
| Hofanlage                                | Hofanlage                                | Grefrath Nette 10 Karte                            | 4-flügelige, geschlossene Backstein-Hofanlage, Wohnhaus 2-geschossig in 5 Achsen, Jahreszahl in Torkeilstein. Nutzung: Landwirtschaftliches Anwesen. Zustand: mittel. | 1889                  | 13. Juli 1987     | Gr 1            |
| Hofanlage „Neersdommer Mühle“            | Hofanlage „Neersdommer Mühle“            | Oedt Niederfeld 13 Karte                           | 18./19. Jh. entstandene Hofanlage „Neersdommer Mühle“, 4-flügelige Backsteinanlage, im Wesentlichen bestehend aus dem 2-geschossigen Torbau in 9 Achsen mit Arkadengliederung, Krüppelwalmdach und Toreinfahrt mit Wappen. Backsteinmauerwerk mit Blausteinsockel und Fenster-Kämpfern sowie 2-geschossiges Wohnhaus mit nicht durchgezogenen Achsen, verputzt, mit Krüppelwalmdach, Fenster verändert. Besonderheit: alte Eingangstüre. | 18./19. Jh.           | 6. November 1984  | Oe 1            |
| Hofanlage „Haus Aldenhof“                | Hofanlage „Haus Aldenhof“                | Oedt Niederfeld 16 Karte                           | 4-flügelige Backsteinanlage. Wohnhaus 2-geschossig mit Mezzanin (Halb- und Zwischengeschoss) in 8 Achsen mit Toreinfahrt. Ankersplinte am Torhaus mit Jahreszahl 1734. Im rückwärtigen Bereich am Scheunentrakt befinden sich Backsteinmauerreste des ehemaligen kurfürstlichen Jagdschlösschens von 1615. | Ende des 19. Jh.      | 7. November 1984  | Oe 2            |
| Hofanlage „Honnen-Hof“                   | Hofanlage „Honnen-Hof“                   | Oedt Niederfeld 18 Karte                           | 4-flügelige Backstein-Hofanlage, Wohnhaus 2-geschossig mit 6 : 2 Achsen, 2-geschossiges Torhaus mit Jahreszahl in Torkeilstein, Scheunentrakte teilweise neu. Nutzung: landwirtschaftliches Anwesen. Zustand: mittel. | 1861                  | 13. Juli 1987     | Oe 4            |
| Herrenhaus, ehem. Pastoratshof           | Herrenhaus, ehem. Pastoratshof           | Grefrath Pastoratsweg 15a Karte                    | Wedem- oder Pastoratshof; ehemalige 2-flügelige Hofanlage, Wohnhaus 2-geschossig in 5 Achsen, Backstein mit Ankersplinten; eine Schmalseite mit Wellblech verkleidet, Walmdach, alte Türe mit Blausteingewänden, Fenster und Tür verändert. | 1557, 1680            | 31. März 1983     | Gr 13           |
| Wege-(Bild)stock                         | Wege-(Bild)stock                         | Grefrath Schaphausen 5 Karte                       | Wege-(Bild)stock aus dem 18. Jahrh., bestehend aus verputztem Sandstein, Nische mit Holzgatter. | 18. Jh.               | 5. November 1984  | Gr 14           |
| Aussichtsturm im Schwingbodenpark        | Aussichtsturm im Schwingbodenpark        | Grefrath Stadionstraße Karte                       | Aussichtsturm: errichtet 1970, bestehend aus 4 auf quadratischem Grundriss montierten Eckständern aus Stahl IPE 300, bis 27,73 m hoch, mit je 4 m auskragenden, seitlichen Plattformen, die obere 20,78 m hoch. Die unterste Plattform überdeckt mit ca. 150 m² eine Toilettenanlage. Plattformen in Stahlkonstruktion als Kragarm mit eingeschobenen Holzbalkendecken mit oberen Holzdielenbelägen, Brüstungsgeländer in Stahlkonstruktion mit vorgehängten Trapezblechen, Treppenanlagen in Holzkonstruktion. Die Aussteifung der Turmkonstruktion erfolgt durch kreuzweise angeordnete Rundstähle z. T. als Raumdiagonale in den Kreuzungspunkten durch würfelförmige Knotenelemente fixiert. Zwischen den oberen Endstücken der tragenden Stahlstützen befindet sich ein Emblem als stilisierter Mensch in einem ihn umgebenden vertikalen Blütenkranz. | 1970                  | 22. Januar 1996   | Gr 27           |
| Grabstein und Wegekreuz                  | Grabstein und Wegekreuz                  | Grefrath Vinkratherstraße / Am Gröningskreuz Karte | Trachyt-Grabstein aus dem Jahre 1543 mit Inschrift sowie Wegekreuz mit Trachytblock, Kruzifix und Inschrift aus dem Jahre 1927. | 1543 + 1927           | 5. November 1984  | Gr 11           |
| Hofanlage „Nopperhof“                    | Hofanlage „Nopperhof“                    | Grefrath Vorst 21 Karte                            | 4-flügelige Backstein-Hofanlage, ehem. Wohnstallhaus, 1-geschossig mit tief herabgezogenem Kuppelwalmdach, Ankersplinte 1707; heutiges Wohnhaus Ende 19. Jh., 2-geschossig in 5 Achsen, Backstein. Nutzung: landwirtschaftliches Anwesen. Zustand: mittel. | 1707                  | 13. Juli 1987     | Gr 8            |
| Hofanlage „Niershof“                     | Hofanlage „Niershof“                     | Grefrath Vorst 25 Karte                            | Eine von einem Wassergraben umgebene 4-flügelige Backstein-Hofanlage. Sie besteht im Wesentlichen aus dem 1-geschossigen Wohntrakt aus Backstein mit Blausteinsohlbänken sowie dem 2-geschossigem Torgebäude (16. Jahrh.) in 7 Achsen mit flachen Mittelrisalit, Fassaden aus Backstein mit Ankersplinten, geschlämmt, das Dach als Walmdach mit Mitteltürmchen. Besonderheiten: Rokokoholztüre, altes Holztor. | 16./17. Jh.           | 5. November 1984  | Gr 6            |
| weitere Bilder                           | Burgruine                                | Oedt Zur Burg Uda Karte                            | Burgruine der ehem. Burg Uda aus dem 14. Jh. Besondere Merkmale: archäologische Ausgrabung 1959 und 1961, Untergrund und Fundamente freigelegt. | 1783, 1885            | 13. Juli 1987     | Oe 18           |